# Potentilla pedata
Potentilla pedata är en rosväxtart som beskrevs av Carl Ludwig von Willdenow. Potentilla pedata ingår i Fingerörtssläktet som ingår i familjen rosväxter. Inga underarter finns listade i Catalogue of Life.